# Янсе, Дис
Дис Я́нсе (нидерл. Dies Janse; родился 17 января 2006) — нидерландский футболист, защитник амстердамского «Аякса», выступающий на правах аренды за «Гронинген».

## Клубная карьера
С 2018 по 2020 год выступал за футбольную академию роттердамской «Спарты», в 2020 году присоединился футбольной академии амстердамского «Аякса». 11 августа 2024 года дебютировал в основном составе «Аякса» в матче Эредивизи против «Херенвена».
19 августа 2025 года перешёл на правах аренды в «Гронинген».

## Карьера в сборной
Выступал за сборные Нидерландов до 16, до 17 и до 18 лет.

## Достижения
Сборная Нидерландов (до 19)
- Чемпион Европы (до 19 лет): 2025